# Kate Eckhardt
Kate Eckhardt (29 de octubre de 1997) es una deportista australiana que compite en piragüismo en la modalidad de eslalon. Ganó dos medallas en el Campeonato Mundial de Piragüismo en Eslalon, en los años 2017 y 2023, ambas en la prueba de K1 por equipos.

## Palmarés internacional
| Campeonato Mundial | Campeonato Mundial    | Campeonato Mundial | Campeonato Mundial |
| Año                | Lugar                 | Medalla            | Competición        |
| ------------------ | --------------------- | ------------------ | ------------------ |
| 2017               | Pau (Francia)         | Medalla de bronce  | K1 por equipos     |
| 2023               | Londres (Reino Unido) | Medalla de oro     | K1 por equipos     |